# Andreï Riabouchkine
 (avril 2022).
Andreï Petrovitch Riabouchkine (en russe : Андрей Петрович Рябушкин; 17 octobre 1861 - 27 avril 1904) est un peintre russe. Ses œuvres retranscrivent en général la vie quotidienne en Russie au XVIIe siècle.

## Biographie
Andreï Petrovitch Riabouchkine naît dans la sloboda de Stanichnaïa (gouvernement de Tambov), en 1861. Son père et sa
mère étaient peintres d'icônes et il les aida dès l'enfance. Il perd ses parents à 14 ans. A. Kh. Preobrajenski, qui passait l'été dans le
village, remarque les dons du garçon et consent à lui donner des cours et l'envoie étudier à l'École de peinture, de sculpture et d'architecture de Moscou. Riaboutchkine y reste pendant sept ans, de 1875 à 1882 sous l'autorité de Vassili Perov et Illarion Prianichnikov. Sa première œuvre d'importance, la Noce paysanne, fut achetée par Pavel Tretiakov en 1880. Après la mort de Perov, Riabouchkine s'installe à Saint-Pétersbourg en 1882 et s'inscrit à l'Académie impériale des beaux-arts où il bénéficie des enseignements de Pavel Tchistiakov. Peu enthousiasmé par ce qu'il y apprend, il préfère passer son temps à étudier dans la librairie de l'Académie et dessiner dans les rues.
Il achève ses études en 1892, mais ne reçoit pas la distinction escomptée pour son œuvre de fin d'étude, La Descente de la Croix, qui ne respectait pas le cahier des charges. Mais l'œuvre est si réussie que le directeur de l'Académie, le grand-duc Vladimir, lui constitua une bourse d'études et de voyage sur ses propres fonds. Plutôt que d'aller à Paris ou en Italie, Riaboutchkine voyage dans les villes russes les plus anciennes Novgorod, Kiev, Moscou, Ouglitch, Iaroslavl). Leurs habitants furent les premiers modèles et les premiers critiques du peintre. Il étudia l'architecture ancienne, le folklore, les icônes, les antiquités, vieilles armes, tapisseries etc.
Il prit part à l'exposition des Ambulants en 1890, 1892 et 1894; mais rompt par la suite avec le mouvement.
Dans les années 1890, il vit et travaille dans la propriété de son ami V.F. Tioumenev à Loubvino dans le gouvernement de Saint-Pétersbourg. Il devient membre de la Société des artistes de peinture historique. En 1901, il construit un atelier dans le village de Didvino près de Loubvino.
Ses peintures sont consacrées principalement au XVIIe siècle russe. Il travaille également aux fresques de la cathédrale Sainte-Sophie de Novgorod et aux mosaïques de la cathédrale Saint-Sauveur-sur-le-Sang-Versé de Saint-Pétersbourg. Il réalise vingt-quatre mosaïques, dix-sept à l'intérieur et sept à l'extérieur. Dans la fin des années 1900, il s'intéresse à la vie des paysans russes contemporains, comme dans Le Thé et
Un Jeune homme au milieu des filles.
Ses connaissances approfondies en histoire font de ses peintures des reconstitutions fiables, mais ses peintures eurent peu de succès auprès de ses contemporains. À la différence de Sourikov qui mettait en scène l'histoire de manière dramatique, Riaboutchkine peint la vie ordinaire du XVIIe siècle et ne montre pas les tensions sociales. Il n'est pas non plus un spécialiste de la peinture « esthétique » qui plaisait aux milieux bourgeois. Il part en cure en Suisse en 1903 et meurt de la tuberculose le 27 avril 1904.

## Œuvres

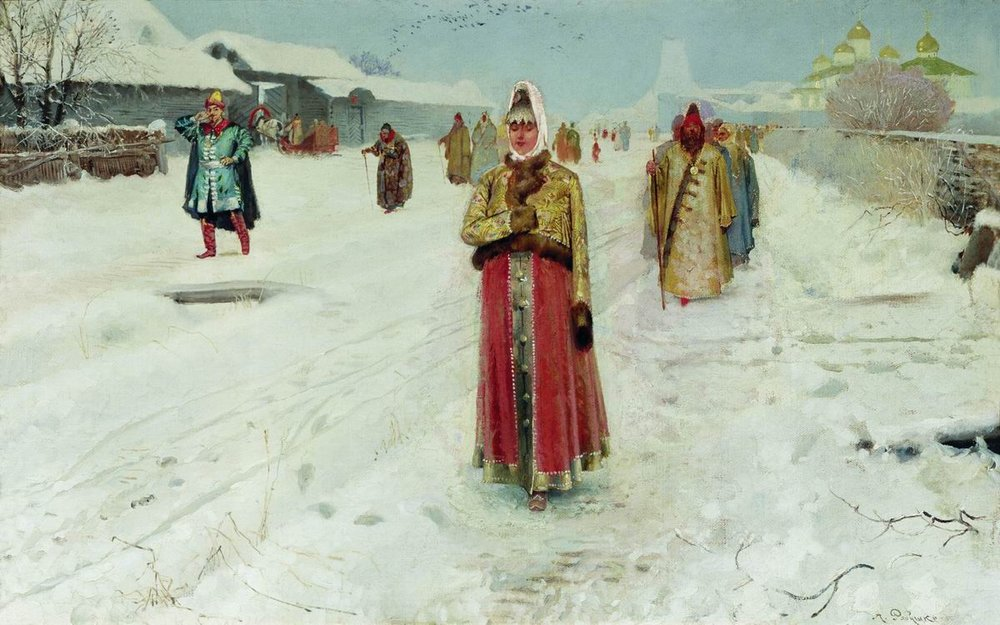
Dimanche, 1889
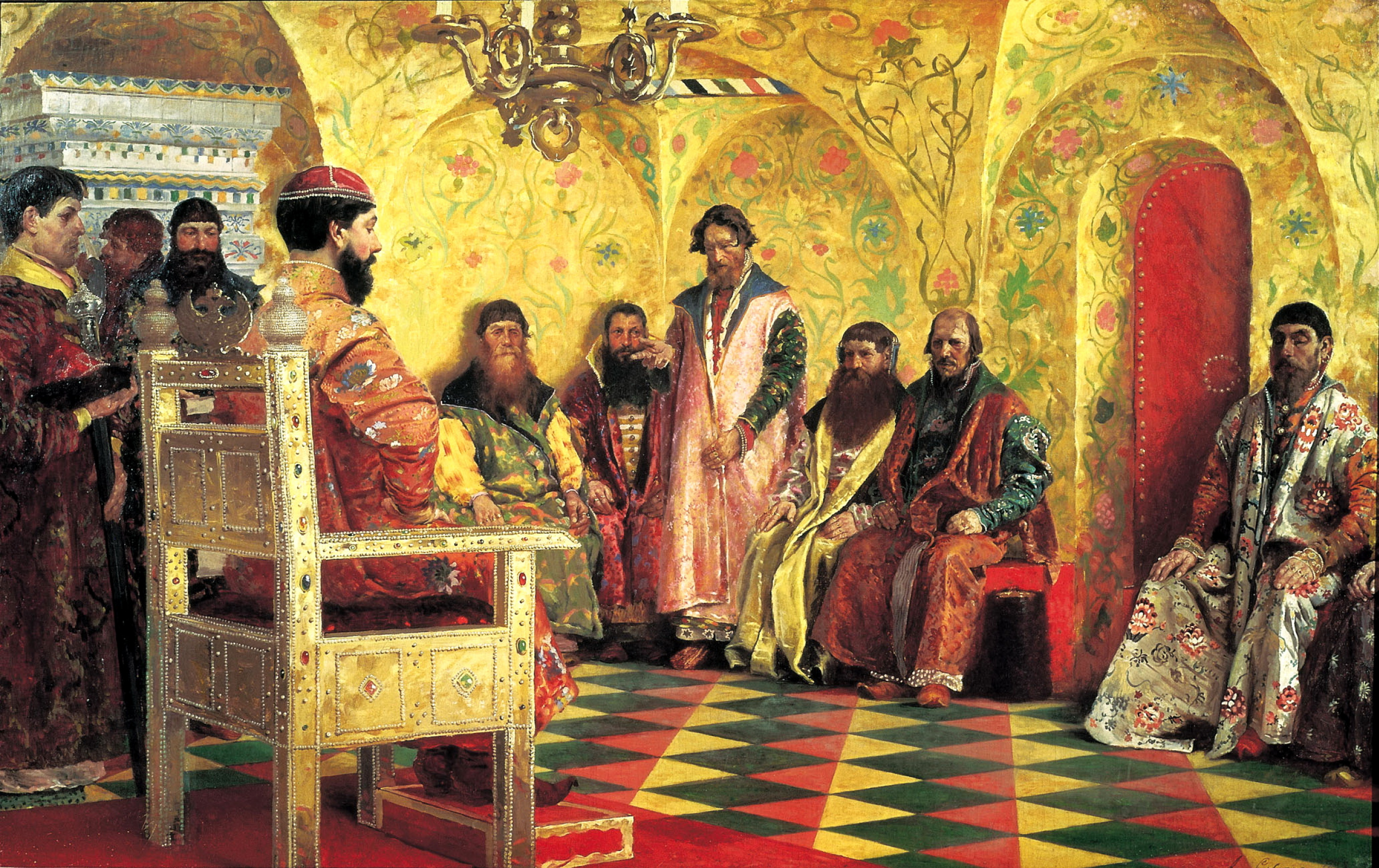
Le Tsar Michel Ier et ses boyards et sa douma, 1893
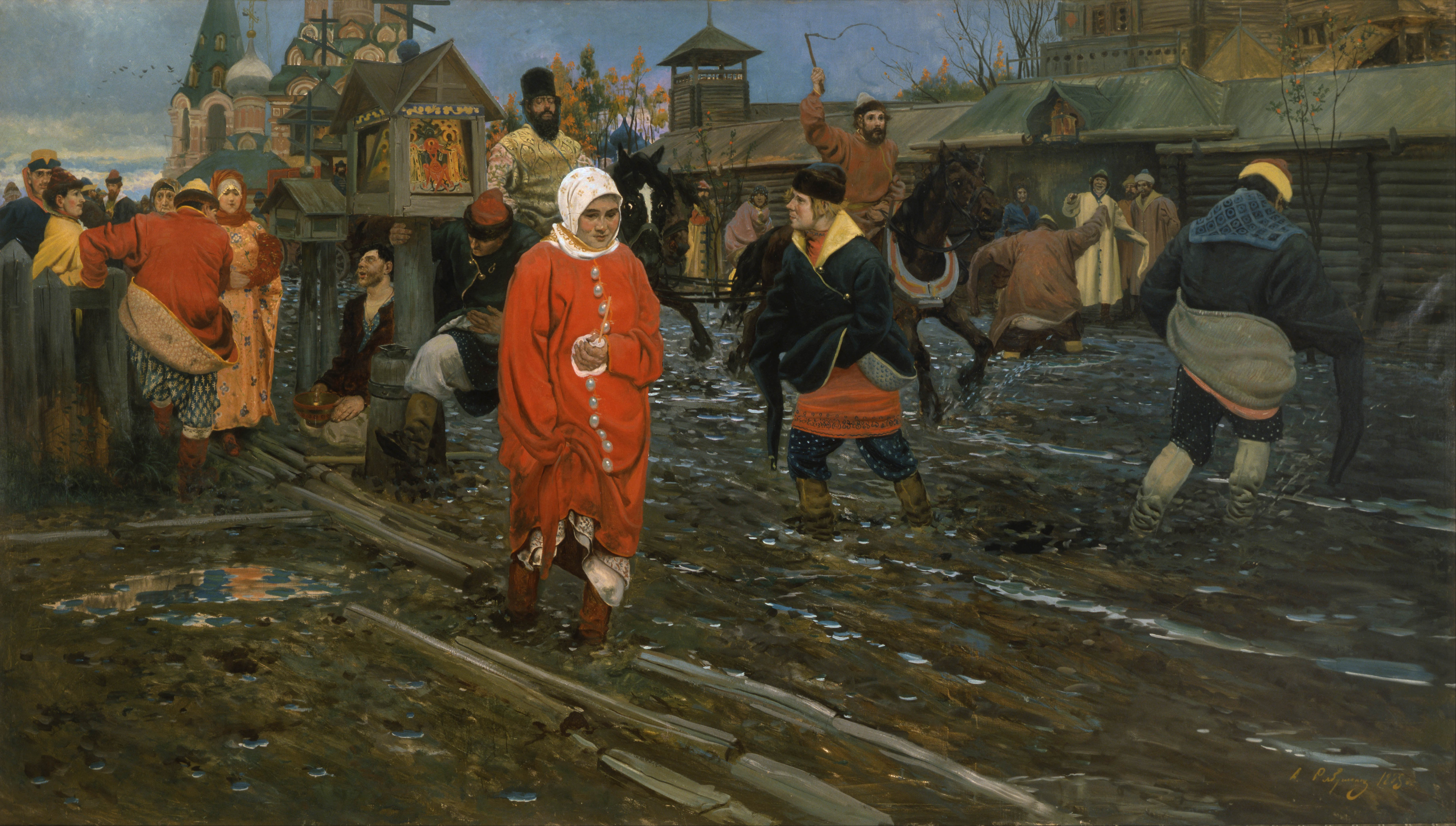
Rue de Moscou un jour de fête au XVIIe siècle , 1895
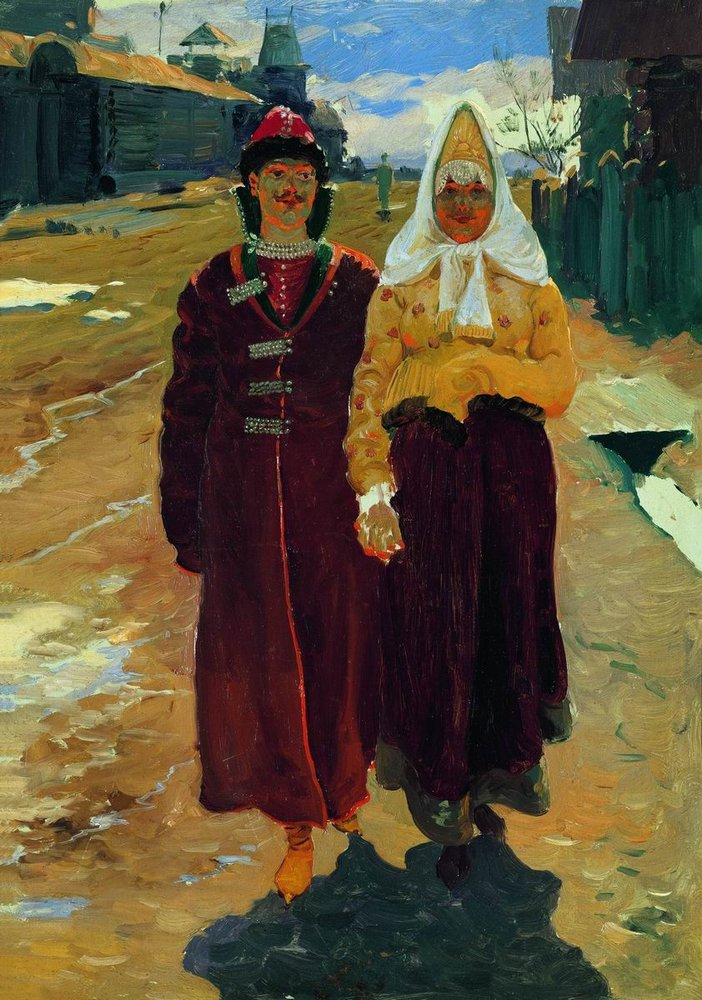
En visite, 1896
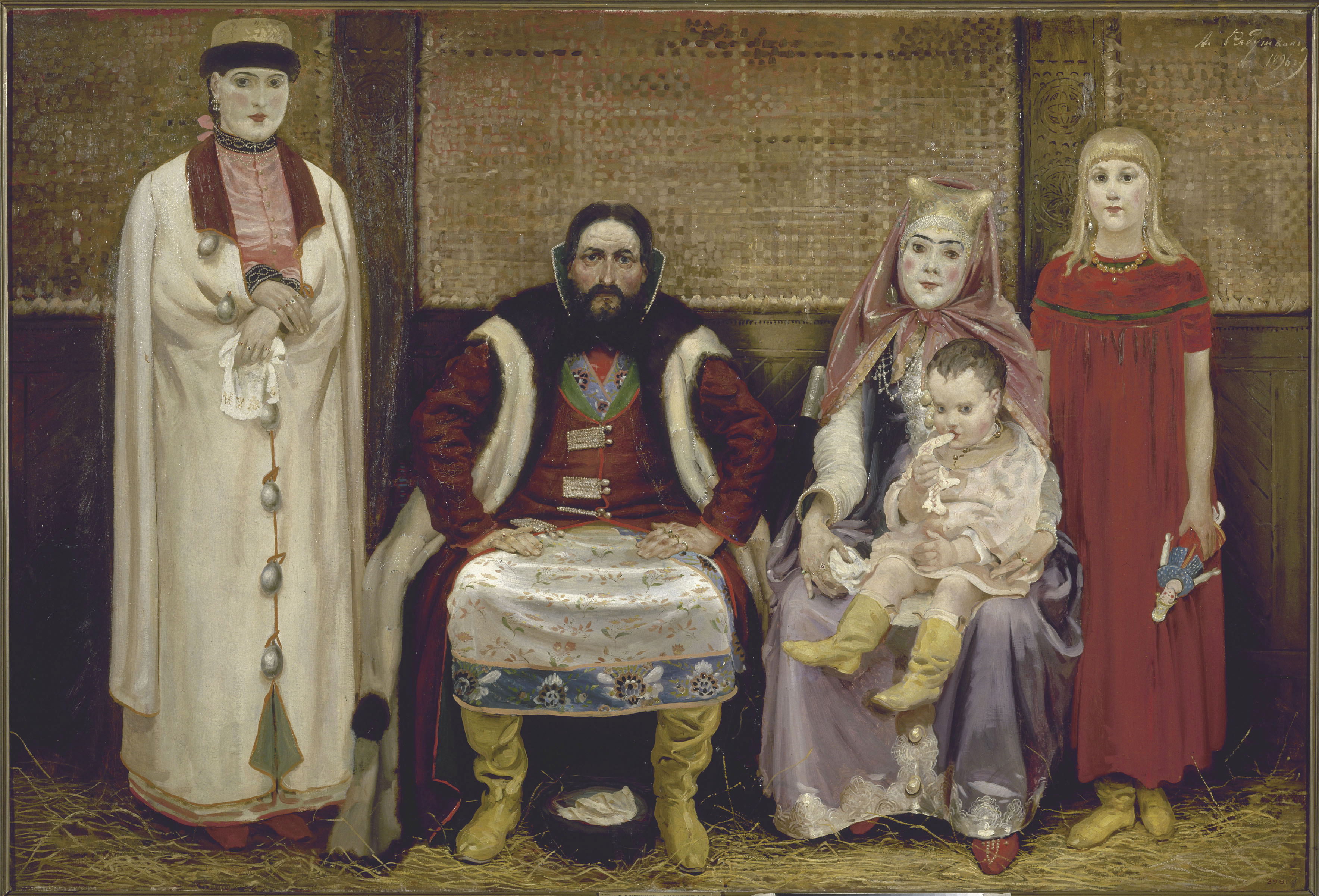
Famille de marchands au XVIIe siècle, 1896
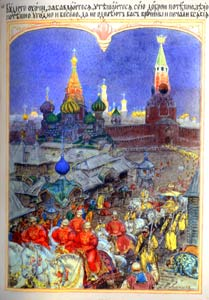
Sortie pour une chasse aux faucons du tsar Alexis Ier
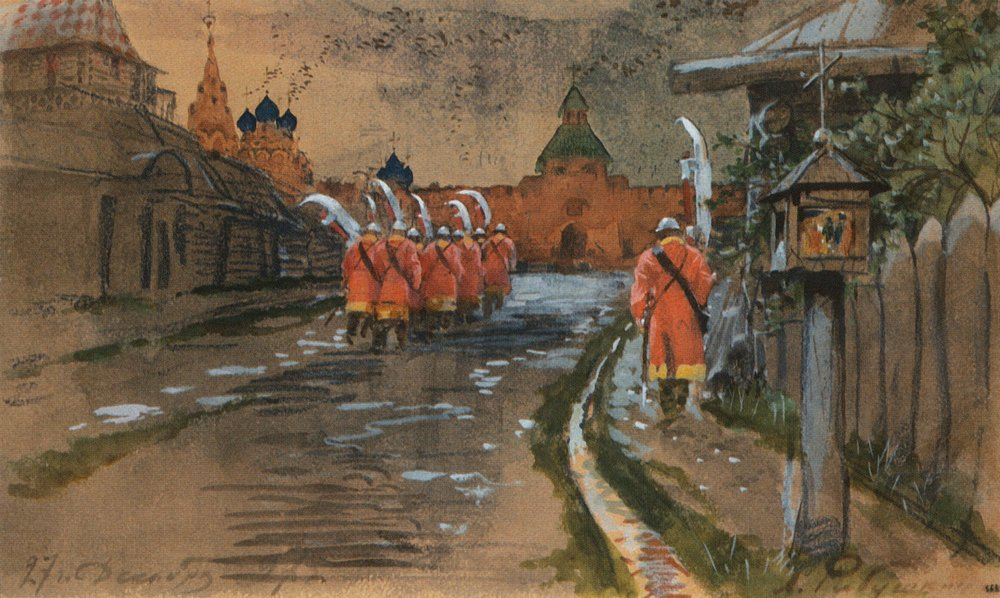
Patrouille de Streltsy aux portes Ilynski, 1897
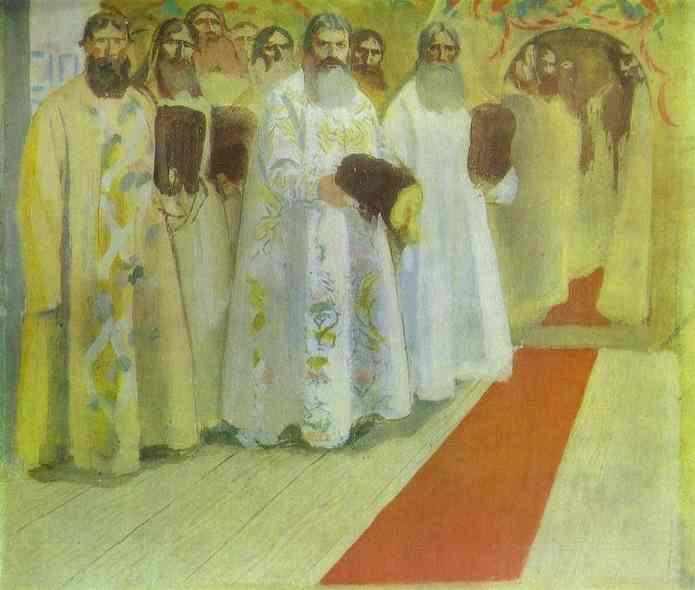
En attendant le Tsar, 1901
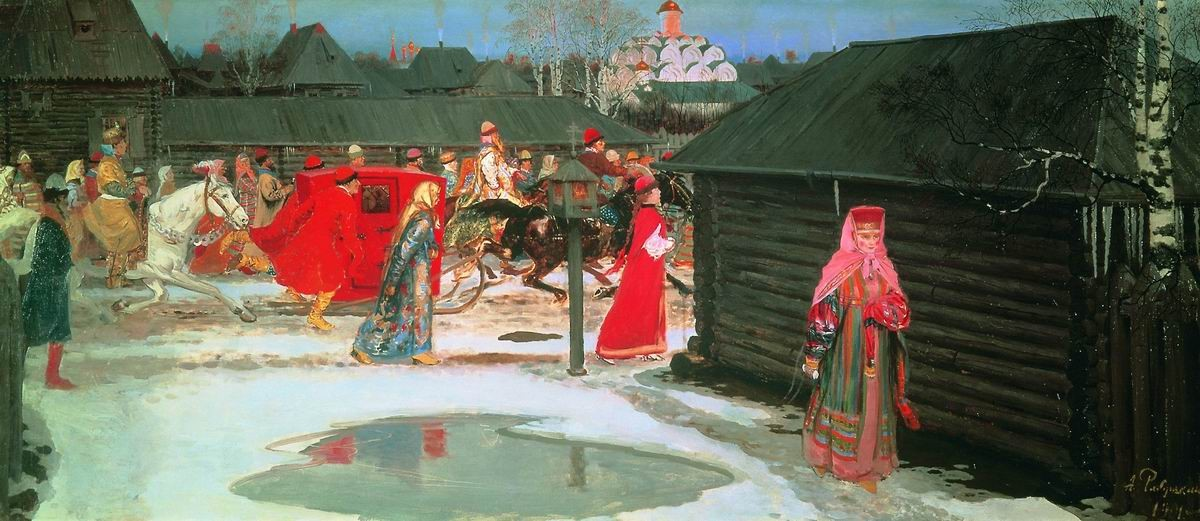
Le cortège de mariage au XVIIe siècle, 1901
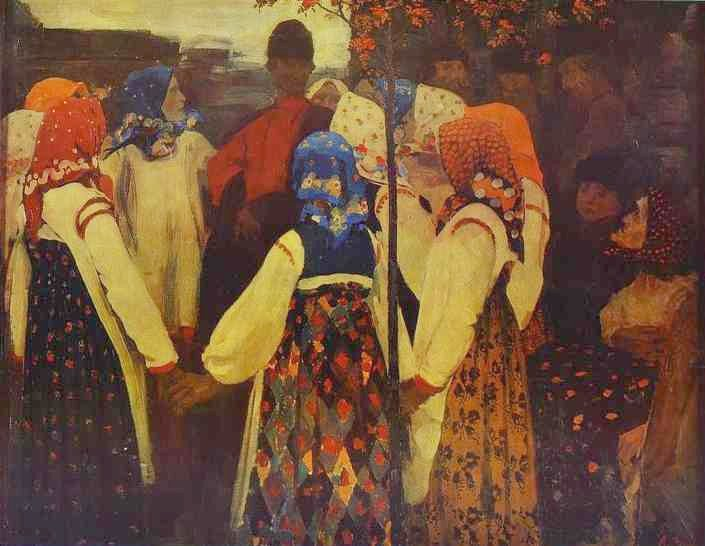
Un jeune homme au milieu de jeunes femmes, 1902
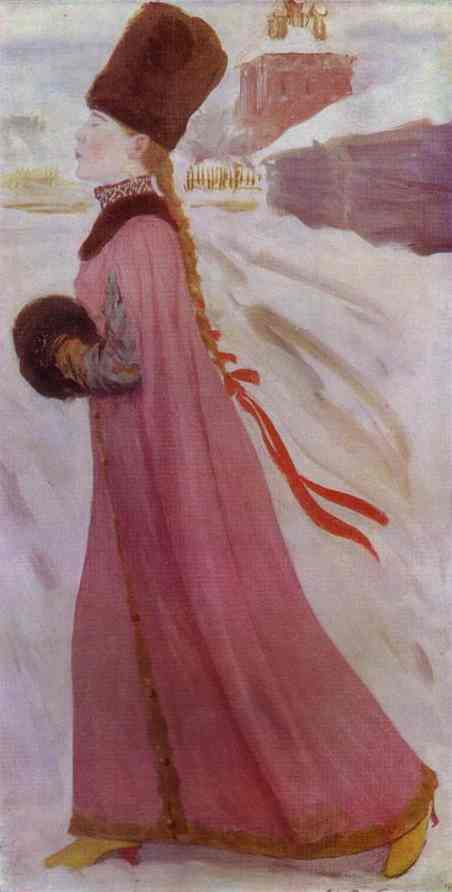
Jeune moscovite au XVIIe siècle, 1903
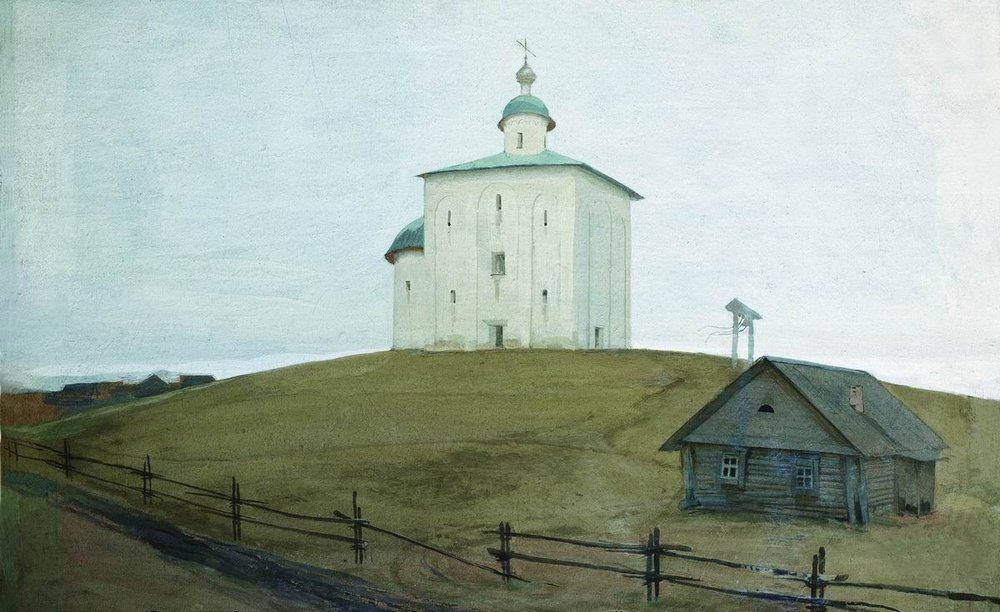
L'église de Novgorod, 1903
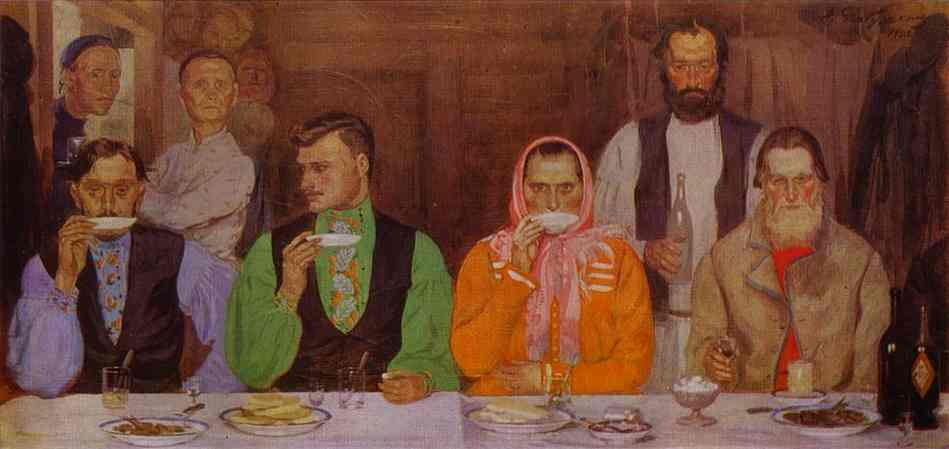
Le Thé, 1903
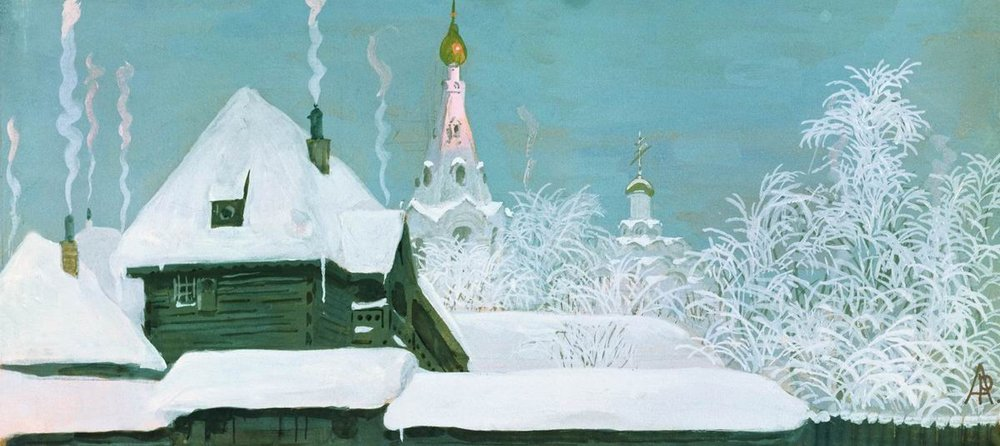
Matinée d'hiver, 1903
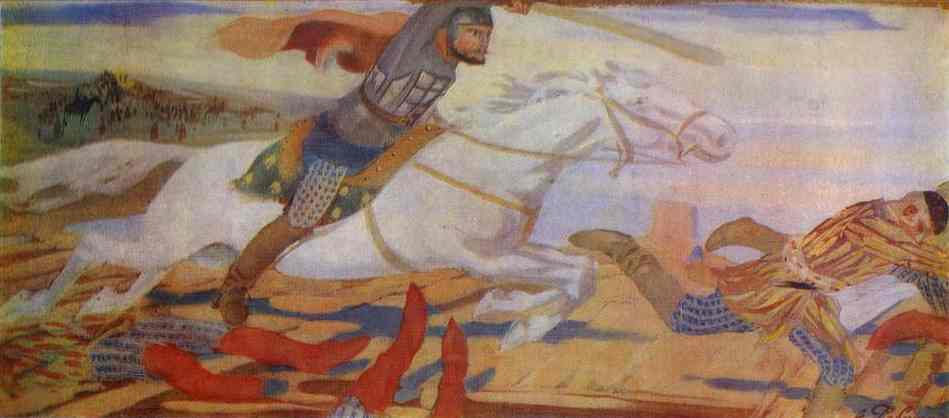
Le prince Oukhtomski dans la bataille contre les Tatars de la Volga en 1469, 1904